# 山棟蛇 (漫画)
『山棟蛇』（やまかがし）は、手塚治虫の短編漫画。初出は、『漫画サンデー』昭和47年（1972年）9月4日号。

## ストーリー
東京都知事襲撃事件の容疑者、甲斐が古畑村にやって来た。甲斐は自殺するというのだ。そこで古畑村の村長はこれをきっかけに村おこしを進め、観光客の誘致に利用しようとした。村長は村民に口止め料を払い、甲斐がいる家を知っておきながら警察に通報。警察は大捕物を展開した。その頃甲斐は襲撃の容疑を否認。また、マスコミはますます古畑村を大きく取り上げる。甲斐は古畑村を逃げ出そうとするが、村長たちは甲斐を縛り上げて監禁したのだった。が、村長たちは真犯人が捕まったという知らせを受ける。古畑村は話題にならなくなった。村長は考えに考えた揚句、助役などと共に甲斐を殺して再び事件にしようとする。村長は警察を呼び説明をしようとしたが、村長たちの前に現れたのはヤマカガシの如く再び息を吹き返した甲斐だった。

## 備考
タイトルの由来は元々「ヤマカガシは毒蛇ではないが毒蛇と間違えられる」というもので、村人に真犯人と間違われたそっくりさんの旅人を指していた。
このように解釈されたのは、ヤマカガシはマムシやハブと違い、前方に毒牙がないのでこの漫画が描かれたころは毒蛇ではないとされていたが、実際は奥の方に毒牙がある毒蛇であったためで、この作品が描かれた1972年にこの蛇が原因と分かった初の死亡事故が発生している。

## 単行本
- 山棟蛇（大都社、ハードコミックス、1980年12月10日）
- 山棟蛇（大都社、ハードコミックス、1991年8月10日）
- 大地の顔役バギ（講談社、手塚治虫漫画全集321巻、1993年5月17日）
- 火の山（文藝春秋、文春文庫ビジュアル版、1995年6月10日）
- 一輝まんだら2巻（講談社、手塚治虫文庫全集099）
- 手塚治虫の山（山と溪谷社、2020年、ISBN 978-4-635-04882-8）